# Jürgen Klinsmann
Jürgen Klinsmann (* 30. Juli 1964 in Göppingen) ist ein ehemaliger deutscher Fußballspieler und -funktionär sowie jetziger -trainer.
Klinsmann spielte von 1987 bis 1998 in der deutschen Fußballnationalmannschaft, mit der er 1990 Welt- und 1996 Europameister wurde. Sowohl bei der EM 1996 als auch bei der WM 1998 führte er das Nationalteam als Mannschaftskapitän an. Klinsmann lief als Spieler 108 mal für die Nationalmannschaft auf und gehört damit zu den zehn deutschen Nationalspielern mit den meisten Länderspieleinsätzen. Im Jahr 2016 wurde er zum Ehrenspielführer des DFB ernannt.
Er wurde zweimal zum deutschen Fußballer des Jahres und 1995 zu Englands Fußballer des Jahres gewählt. Auf Vereinsebene spielte er in Deutschland, Italien, Frankreich, England sowie in den Vereinigten Staaten. Er gewann zweimal den UEFA-Pokal und eine deutsche Meisterschaft.
Klinsmann wurde 2004 Bundestrainer und führte die deutsche Nationalmannschaft bei der Weltmeisterschaft 2006 auf den dritten Platz. Von 2008 bis 2009 trainierte er den FC Bayern München und von 2011 bis 2016 die Nationalmannschaft der Vereinigten Staaten. Von November 2019 bis Februar 2020 war er Chef-Trainer von Hertha BSC. Von 2023 bis 2024 war Klinsmann Nationaltrainer von Südkorea.

## Spielerkarriere

### 1964 bis 1981: Jugendzeit
Klinsmann wurde als einer von vier Söhnen des aus Brandenburg stammenden Bäckermeisters Siegfried Klinsmann († 2005) und dessen Frau Martha († 2021) im baden-württembergischen Göppingen geboren. Mit acht Jahren begann er beim TB Gingen in Gingen an der Fils Vereinsfußball zu spielen. Ein halbes Jahr später erzielte er in einem Spiel seines Vereins 16 Tore. Mit zehn Jahren wechselte Klinsmann zum SC Geislingen. Als er 14 Jahre alt war, kaufte der Vater in Stuttgart eine Bäckerei. Der Sohn, der in der württembergischen Jugendauswahl positiv aufgefallen war, unterschrieb mit 16 Jahren einen Vertrag bei den Stuttgarter Kickers, der ihn zwei Jahre später zum Vollprofi machen sollte. Auf Beschluss der Eltern absolvierte er zuvor eine Berufsausbildung in der väterlichen Bäckerei und erhielt seinen Gesellenbrief im Jahr 1982. Anschließend leistete er bei der Bundeswehr als 18-Jähriger seinen Grundwehrdienst, dabei gehörte er als Sportsoldat zu einer Sportfördergruppe der Bundeswehr.

### 1981 bis 1989: Kickers und VfB Stuttgart
Die erste Station in Klinsmanns Profilaufbahn war ab 1981 der Zweitligist Stuttgarter Kickers, bei dem er seit 1978 in der Jugend gespielt hatte. Ab der Spielzeit 1982/83 zählte er fest zum Zweitligaaufgebot. In der Saison 1983/84 erzielte er 19 Treffer. Einer der damaligen Trainer der Stuttgarter Kickers, Horst Buhtz, berichtete, dass sich Klinsmann in dieser Zeit während einer Sommerpause zum Training in der Leichtathletikabteilung bei Horst Allmann angemeldet hätte, einem der damals besten Sprinttrainer in Deutschland. Klinsmann habe dadurch zum Trainingsauftakt der neuen Saison seine 100-Meter-Zeit von 11,7 auf 11,0 Sekunden verbessern können.

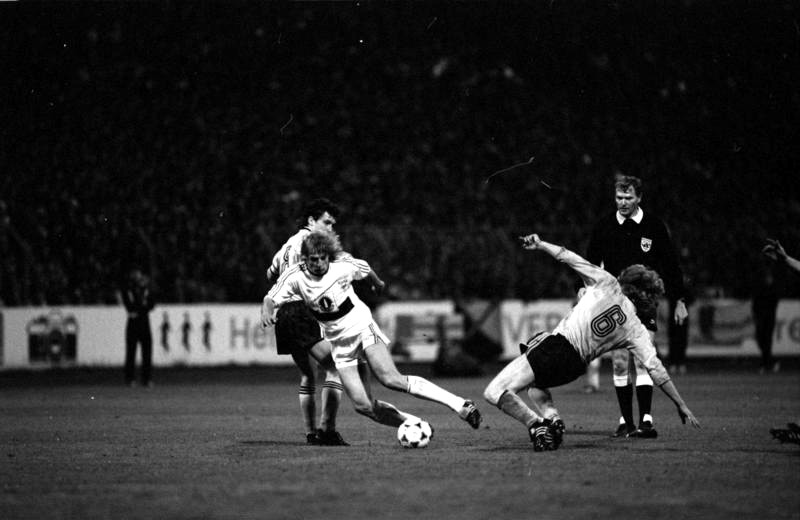
UEFA-Pokal-Halbfinale gegen Dynamo Dresden, 19. April 1989; Klinsmann im Zweikampf mit Matthias Sammer und Hans-Uwe Pilz

1984 wechselte er zum erstklassigen Lokalrivalen VfB Stuttgart. In seiner ersten Saison beim VfB unter Trainer Helmut Benthaus erzielte Klinsmann 15 Tore und war damit nach Karl Allgöwer, der 19-mal getroffen hatte, bester Torschütze der Mannschaft. Der Verein, der im Vorjahr noch Meister geworden war, wurde nur Tabellenzehnter. In den Saisons 1985/86 und 1986/87 traf Klinsmann jeweils 16-mal. Allein fünf seiner 16 Saisontore der Saison 1985/86 erzielte er Mitte März 1986 bei einem 7:0-Sieg über Fortuna Düsseldorf. 1986 erreichte er mit dem VfB das DFB-Pokalfinale, das mit 2:5 gegen den FC Bayern München verloren wurde und in dem Klinsmann das letzte Tor des Spiels erzielte.
In der Saison 1987/88 wurde er mit 19 Treffern – darunter das Tor des Jahres 1987, ein spektakulärer Fallrückzieher im Spiel gegen Bayern München – Torschützenkönig der Bundesliga. Im Jahr 1987 bestritt er in Brasilien sein erstes Länderspiel (1:1), 1988 wurde er Deutschlands Fußballer des Jahres.
Nachdem er 1989 mit Stuttgart das UEFA-Pokal-Finale gegen den SSC Neapel erreicht hatte, das in zwei Spielen (Niederlage in Neapel und Unentschieden in Stuttgart) verloren wurde, wechselte Klinsmann zum italienischen Verein Inter Mailand, bei dem zu diesem Zeitpunkt mit Lothar Matthäus und Andreas Brehme zwei weitere deutsche Nationalspieler spielten.

### 1989 bis 1992: Drei Jahre bei Inter und Weltmeister in Italien
Klinsmann unterschrieb bei Inter Mailand einen Dreijahresvertrag. Trotz der von Giovanni Trapattoni auf Defensive ausgerichteten Taktik erzielte Klinsmann in seiner ersten Spielzeit 13 Treffer. Beim Publikum war Klinsmann einer der beliebtesten Ausländer, nicht zuletzt weil er Italienisch gelernt hatte und sich mit seinen Sprachkenntnissen und seinem Auftreten den Respekt der Fans erwarb.
Nach einem dritten Platz in der Liga fuhr Klinsmann zur WM 1990. Nachdem die deutsche Mannschaft die Vorrunde problemlos überstanden hatte, traf man im Achtelfinale auf die Niederlande, gegen die man bei der EM zwei Jahre zuvor gescheitert war. Es sollte Klinsmanns bestes Spiel im Nationaldress werden. Nach dem Platzverweis seines Sturmpartners Rudi Völler in der 22. Minute war Klinsmann im Angriff auf sich allein gestellt. Er lieferte ein läuferisches Pensum ab, mit dem er die gesamte niederländische Abwehr alleine beschäftigte, erzielte den 1:0-Führungstreffer und war ein ständiger Unruheherd. Die Süddeutsche Zeitung schrieb am nächsten Tag über Klinsmanns Leistung:

„Im letzten Jahrzehnt hat kein Angreifer einer DFB-Auswahl eine derart brillante, ja fast perfekte Vorstellung geboten.“

Nach weiteren Siegen über die Tschechoslowakei (1:0) und England (1:1 n. V., 4:3 i. E.) wurde er mit der deutschen Elf im Finale gegen Argentinien durch einen 1:0-Sieg Weltmeister.
In der nächsten Saison gewann Klinsmann mit Inter den UEFA-Pokal (2:1 in der Addition gegen den AS Rom) und konnte in der Liga mit 14 Treffern die Leistung des Vorjahres wiederholen. Klinsmanns Vertrag wurde bis 1994 verlängert.
Die Saison 1991/92 lief für Inter Mailand unter Trainer Corrado Orrico nicht so erfolgreich wie erwartet. Am Saisonende stand der Verein auf dem achten Rang, Klinsmann hatte sieben Tore erzielt. Die Mannschaft war zerstritten und in Grüppchen aufgesplittert. Für Klinsmann stand nach dieser Saison fest, dass er den Verein wechseln wollte.
Aufgrund der negativen Saison bei Inter Mailand verlor Klinsmann kurzfristig seinen Stammplatz in der Nationalmannschaft an Karl-Heinz Riedle. Nur durch einen Armbruch Völlers im Auftaktspiel der EM 1992 gegen die GUS rückte Klinsmann in die Stammformation. Er steigerte sich von Spiel zu Spiel während der Europameisterschaft und war einer der besten im Finale gegen Dänemark, das 0:2 verloren wurde.

### 1992 bis 1994: AS Monaco
Klinsmann wechselte nach der EM 1992 zur AS Monaco in die Ligue 1, mit der er in der ersten Saison den zweiten Platz erreichte. Nachdem Olympique Marseille der Meistertitel aufgrund eines Bestechungsskandals aberkannt worden war, spielte die AS Monaco im folgenden Jahr als französischer Teilnehmer in der Champions League und scheiterte erst im Halbfinale am späteren Sieger AC Mailand. In der Meisterschaft wurde die Mannschaft nach dem Erfolg im Vorjahr nur Tabellenneunter und Klinsmann, der durch einen Bänderriss zwei Monate ausgefallen und meistens als einzige Spitze aufgestellt worden war, kritisierte zunehmend die Einstellung seiner Mitspieler und verließ den Verein bereits ein Jahr vor dem eigentlichen Vertragsende im Jahr 1995. Trotz des Ausscheidens im Viertelfinale der WM 1994 gegen Bulgarien verlief auch dieses Turnier für Klinsmann persönlich mit fünf erzielten Treffern sehr erfolgreich, sodass er zum zweiten Mal nach 1988 zu Deutschlands Fußballer des Jahres gewählt wurde.

### 1994 bis 1995: Tottenham Hotspur
Etwas überraschend wechselte Klinsmann zur Saison 1994/95 zu Tottenham Hotspur in die Premier League, wo er sowohl von den Fans als auch von den Medien sehr kritisch begrüßt wurde, da er von einigen englischen Medien als Schwalbenkönig, als sogenannter Diver, hingestellt wurde. Klinsmann eroberte jedoch auch die Herzen der Engländer im Sturm. Schon bei seinem Debüt im Auswärtsspiel gegen Sheffield Wednesday gelang Klinsmann ein Tor, das er mit einem Diver feierte. Aufgrund seines Humors, aber natürlich auch seiner sportlichen Leistungen und seiner kämpferischen Spielweise, wurde er in England schnell extrem populär: So wurden beispielsweise in kürzester Zeit über 150.000 Klinsmann-Trikots verkauft. 1995 wurde Klinsmann daraufhin Englands Fußballer des Jahres und er wird bei den Spurs heute offiziell als „Legende“ geführt.

### 1995 bis 1997: FC Bayern München
Anschließend spielte er erfolgreich beim FC Bayern München, bei dem er die Spielzeiten 1995/96 und 1996/97 verbrachte. In beiden Spielzeiten war Klinsmann erfolgreichster Torschütze der Bayern. 1996 gewann er mit dem FC Bayern den UEFA-Cup und stellte dort mit 15 Treffern in zwölf Partien einen neuen Torrekord auf, der erst im Jahr 2011 von Falcao verbessert wurde. Ein Jahr darauf wurde er auch Deutscher Meister.

### 1997 bis 1998: Weitere Stationen
Im Sommer 1997 wechselte Klinsmann nach Italien zu Sampdoria Genua, verließ das Team allerdings wieder im Winter und kehrte zu Tottenham Hotspur zurück, die er mit vier Toren im entscheidenden Spiel gegen den FC Wimbledon zum Klassenerhalt führte. Das letzte Spiel seiner Klubkarriere absolvierte Klinsmann 1998 am letzten Spieltag der Premier League gegen Southampton.

### Karriereende als Spieler und Übersicht
Seine Karriere als Spieler endete 1998 bei der Fußball-WM in Frankreich, als die DFB-Elf gegen Kroatien aus dem Turnier ausschied. Klinsmann war zehn Jahre lang A-Nationalspieler und zuvor auch in U21- und U16-Begegnungen eingesetzt worden. Bei den Olympischen Sommerspielen 1988 in Seoul erkämpfte der Stürmer mit dem deutschen Team die Bronzemedaille.
Klinsmann bestritt insgesamt 221 Bundesliga-Spiele, in denen er 110 Tore erzielte.
In der Nationalmannschaft absolvierte er 108 Spiele – 29 davon, als er bei Inter Mailand unter Vertrag stand, 24 als Vereinsspieler des AS Monaco, 23 als Spieler des FC Bayern München, 17 während seiner Zeit bei Tottenham Hotspur, 12 während der beim VfB Stuttgart und drei als Spieler von Sampdoria Genua. Er erzielte 47 Tore für die deutsche Nationalmannschaft und belegt damit zusammen mit Völler den vierten Platz in der (nationalen) Ewigen Torschützenliste. Außerdem erzielte er bei den WM-Endrunden 1990, 1994 und 1998 insgesamt elf Tore und ist damit nach Miroslav Klose (16) und Gerd Müller (14) der deutsche Spieler mit den meisten WM-Toren. Zusammen mit Thomas Häßler war er deutscher Rekordspieler bei Europameisterschaften (je 13 Spiele), bis Philipp Lahm diesen Rekord mit 14 Spielen bei der EM 2012 übertraf. Klinsmann erzielte die meisten Tore (5) für Deutschland bei EM-Endrunden.
1995 war Klinsmann in England Fußballer des Jahres. In Deutschland erhielt er diesen Titel in den Jahren 1988 und 1994. 1995 wurde er von der IFFHS zum Welttorjäger ernannt.
Nachdem er bereits seit Jahren mit seiner Familie in Newport Beach gelebt hatte, schloss er sich im Jahre 2003 unter dem Pseudonym Jay Göppingen (in den USA auch Jay Goppingen) dem US-amerikanischen Viertligisten Orange County Blue Star an, bei dem er plante, für etwa ein Jahr zum Spaß zu spielen. Beim Viertliga-Franchise wurde er in acht von 18 Spielen der Southwest Division, einer Staffel der achtgleisigen Liga, eingesetzt, erzielte dabei fünf Treffer und bereitete weitere drei für seine Teamkollegen vor. Mit der Mannschaft schied er als Zweiter der Southwest Division erst in den National Semifinals gegen die Chicago Fire Reserves aus.

## Saisonstatistik
| Verein              | Liga            | Saison          | Liga   | Liga | Nat. Pokal | Nat. Pokal | Europapokal | Europapokal | Andere | Andere | Gesamt | Gesamt |
| Verein              | Liga            | Saison          | Spiele | Tore | Spiele     | Tore       | Spiele      | Tore        | Spiele | Tore   | Spiele | Tore   |
| ------------------- | --------------- | --------------- | ------ | ---- | ---------- | ---------- | ----------- | ----------- | ------ | ------ | ------ | ------ |
| Stuttgarter Kickers | 2. Bundesliga   | 1981/82         | 6      | 1    | -          | -          | -           | -           | -      | -      | 6      | 1      |
| Stuttgarter Kickers | 2. Bundesliga   | 1982/83         | 20     | 2    | 2          | 1          | -           | -           | -      | -      | 22     | 3      |
| Stuttgarter Kickers | 2. Bundesliga   | 1983/84         | 35     | 19   | 2          | 2          | -           | -           | -      | -      | 37     | 21     |
| Gesamt              | Gesamt          | Gesamt          | 61     | 22   | 4          | 3          | -           | -           | -      | -      | 65     | 25     |
| VfB Stuttgart       | 1. Bundesliga   | 1984/85         | 32     | 15   | 4          | 2          | 2           | 0           | -      | -      | 38     | 17     |
| VfB Stuttgart       | 1. Bundesliga   | 1985/86         | 33     | 16   | 6          | 4          | -           | -           | -      | -      | 39     | 20     |
| VfB Stuttgart       | 1. Bundesliga   | 1986/87         | 32     | 16   | 1          | 2          | 4           | 1           | -      | -      | 37     | 19     |
| VfB Stuttgart       | 1. Bundesliga   | 1987/88         | 34     | 19   | 1          | 0          | -           | -           | -      | -      | 35     | 19     |
| VfB Stuttgart       | 1. Bundesliga   | 1988/89         | 25     | 13   | 4          | 2          | 8           | 4           | -      | -      | 37     | 19     |
| Gesamt              | Gesamt          | Gesamt          | 156    | 79   | 16         | 10         | 14          | 5           | -      | -      | 186    | 94     |
| Inter Mailand       | Serie A         | 1989/90         | 31     | 13   | 4          | 2          | 2           | 0           | -      | -      | 37     | 15     |
| Inter Mailand       | Serie A         | 1990/91         | 33     | 14   | 4          | 0          | 12          | 3           | -      | -      | 49     | 17     |
| Inter Mailand       | Serie A         | 1991/92         | 31     | 7    | 5          | 1          | 1           | 0           | -      | -      | 37     | 8      |
| Gesamt              | Gesamt          | Gesamt          | 95     | 34   | 13         | 3          | 15          | 3           | -      | -      | 123    | 40     |
| AS Monaco           | Division 1      | 1992/93         | 35     | 19   | -          | -          | 4           | 0           | -      | -      | 39     | 20     |
| AS Monaco           | Division 1      | 1993/94         | 30     | 10   | -          | -          | 10          | 4           | -      | -      | 40     | 14     |
| Gesamt              | Gesamt          | Gesamt          | 65     | 29   | -          | -          | 14          | 4           | -      | -      | 79     | 33     |
| Tottenham Hotspur   | Premier League  | 1994/95         | 41     | 20   | 6          | 5          | -           | -           | 3      | 4      | 50     | 30     |
| Gesamt              | Gesamt          | Gesamt          | 41     | 20   | 6          | 5          | -           | -           | 3      | 4      | 50     | 30     |
| FC Bayern München   | Bundesliga      | 1995/96         | 32     | 16   | 1          | 0          | 12          | 15          | -      | -      | 45     | 31     |
| FC Bayern München   | Bundesliga      | 1996/97         | 33     | 15   | 4          | 2          | 2           | 0           | -      | -      | 39     | 17     |
| Gesamt              | Gesamt          | Gesamt          | 65     | 31   | 5          | 2          | 14          | 15          | -      | -      | 84     | 48     |
| Sampdoria Genua     | Serie A         | 1997/98         | 8      | 2    | -          | -          | 1           | 0           | -      | -      | 9      | 2      |
| Gesamt              | Gesamt          | Gesamt          | 8      | 2    | -          | -          | 1           | 0           | -      | -      | 9      | 2      |
| Tottenham Hotspur   | Premier League  | 1997/98         | 15     | 9    | 3          | 0          | -           | -           | -      | -      | 18     | 9      |
| Gesamt              | Gesamt          | Gesamt          | 15     | 9    | 3          | 0          | -           | -           | -      | -      | 18     | 9      |
| Karriere Gesamt     | Karriere Gesamt | Karriere Gesamt | 506    | 227  | 47         | 23         | 58          | 27          | 3      | 4      | 614    | 281    |

## Trainer- und Funktionärskarriere

### Bundestrainer des DFB

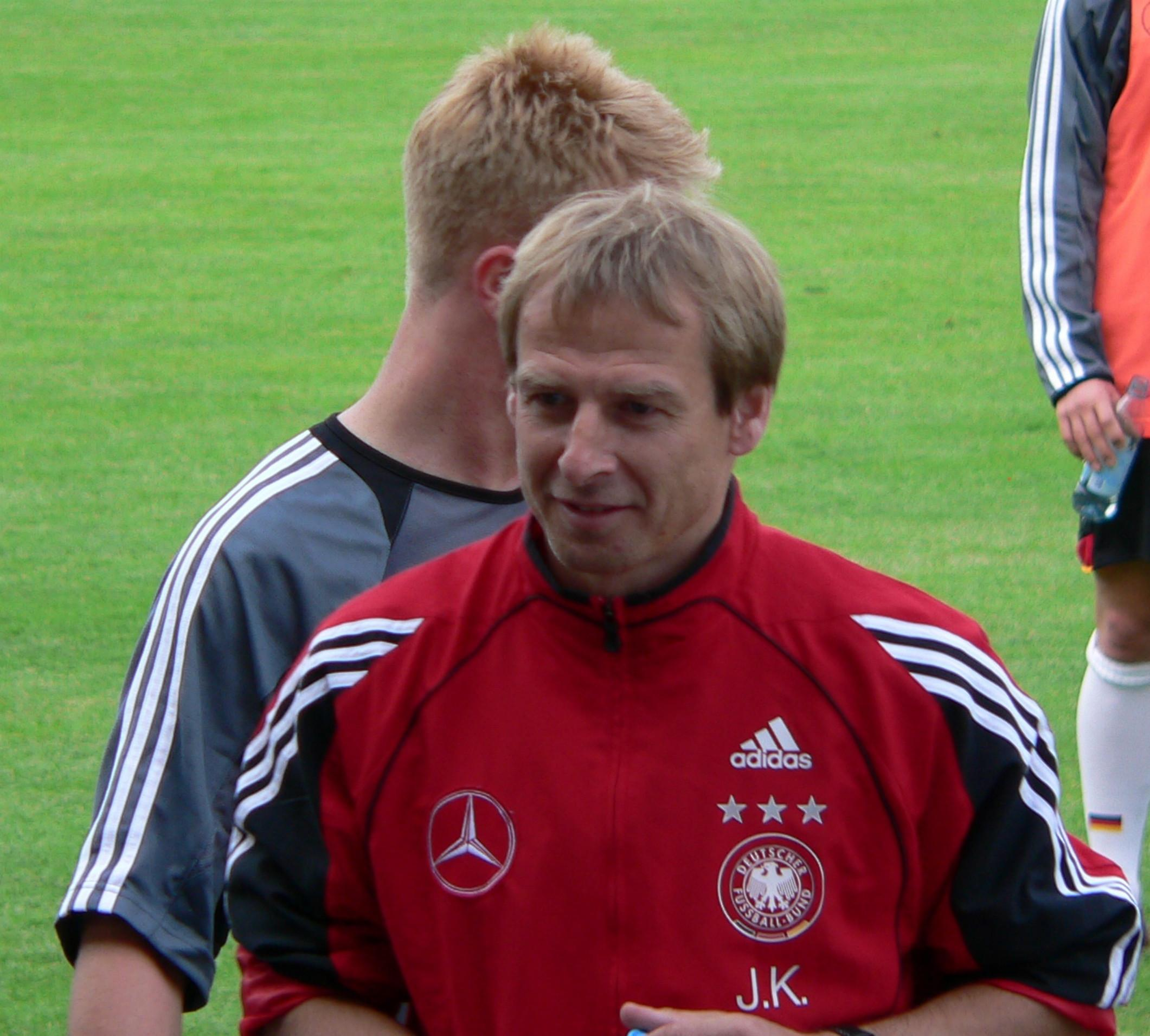
Klinsmann als Bundestrainer (2005)

Nach dem Rücktritt Rudi Völlers als Teamchef der deutschen Fußballnationalmannschaft infolge des enttäuschenden Abschneidens bei der EM-Endrunde 2004 wurden mehrere Nachfolger gehandelt, darunter vor allem Ottmar Hitzfeld und Otto Rehhagel. Außerdem interessierte sich der DFB mit einer extra für diese Entscheidung ins Leben gerufenen Trainerfindungskommission für mehrere ausländische Trainer. Als jedoch die Anfragen beim französischen Arsenal-Trainer Arsène Wenger, dem dänischen Nationaltrainer Morten Olsen und dem Niederländer Guus Hiddink ebenso ohne Erfolg blieben wie bei Hitzfeld, der sich nach seinem Engagement beim FC Bayern München eine Auszeit nahm, und bei Rehhagel, der nach seinem Erfolg als Europameistertrainer seine Amtszeit in Griechenland fortsetzen wollte, fiel die Aufmerksamkeit schließlich auf den Trainerneuling Klinsmann, der im Jahr 2000 seine Trainerlizenz bei einem DFB-Sonderlehrgang für ehemalige Nationalspieler erworben hatte. Nachdem dieser aber in den Interviews zur Nationalmannschaft die Reform des gesamten DFB gefordert hatte, weckte dies zunächst den Eindruck eines missglückten Bewerbungsversuchs, zumal sich mittlerweile auch Lothar Matthäus mit der Unterstützung seines ehemaligen Förderers Franz Beckenbauer und der Bild-Zeitung ins Gespräch gebracht hatte.
Dennoch wurde nach einer vier Wochen andauernden Vakanzphase Klinsmann am 26. Juli 2004 als neuer Bundestrainer der DFB-Auswahl vorgestellt. Dazu waren zuvor Gerhard Mayer-Vorfelder und Werner Hackmann zu Verhandlungen mit Klinsmann in die Vereinigten Staaten geflogen. An der Seite von Klinsmann sollten fortan Oliver Bierhoff als Teammanager und Joachim Löw als Co-Trainer fungieren. Klinsmann, der sich weitgehende Befugnisse ausgehandelt hatte, begann mit umfangreichen Reformarbeiten. Zudem kündigte er an, verstärkt auf junge Spieler zu setzen, andererseits aber nur solche Spieler in die Nationalmannschaft zu berufen, die in ihrem Verein regelmäßig eingesetzt würden. Taktisch setzte Klinsmann auf einen offensiv orientierten Spielstil.
Auch die Personalpolitik des neuen Bundestrainers sorgte für weitreichende Veränderungen im Stab der Nationalmannschaft – erstes prominentes „Opfer“ wurde der ehemalige DFB-Direktor Bernd Pfaff. Ihm folgte der langjährige Torwarttrainer Sepp Maier, nachdem dieser in der Frage nach der „Nummer 1“ im Tor entgegen Klinsmanns Auffassung für Oliver Kahn Partei ergriffen hatte. Bei der Einbindung von Berti Vogts, der vom DFB abgelehnt wurde, scheiterte Klinsmann jedoch genauso wie bei seiner Nominierung des Hockey-Nationaltrainers Bernhard Peters als Koordinator der Jugendnationalmannschaften. Für eine systematische körperliche Arbeit stellte Klinsmann den US-amerikanischen Fitnesstrainer Mark Verstegen ein, der gemeinsam mit Oliver Schmidtlein – ehemaliger Physiotherapeut des FC Bayern München und seit seinem zweijährigen Aufenthalt in Los Angeles mit Klinsmann befreundet – individuelle Trainingspläne zur Verbesserung des Bewegungsablaufs erstellte. Dazu erhielten die Nationalspieler individuelle „Hausaufgaben“, die sich an diesen Plänen ausrichteten.

### Nach der Weltmeisterschaft 2006
Zwei Tage nach Ende der Fußball-Weltmeisterschaft 2006 am 11. Juli 2006 verkündete Klinsmann, dass er seinen Vertrag als Bundestrainer nicht verlängern werde. Als Grund gab Klinsmann an, durch die vergangenen zwei Jahre „ausgebrannt“ zu sein. Zu seinem Nachfolger wurde Klinsmanns damaliger Co-Trainer Löw bestimmt. Später erhielt Klinsmann für seine Verdienste das Bundesverdienstkreuz am Bande, erschien aber nicht zum ursprünglichen Verleihungstermin, sondern erhielt es anlässlich einer Feierstunde am 28. Februar 2007 im Berliner Kanzleramt. Überreicht wurde es ihm durch Bundeskanzlerin Angela Merkel. Bereits im August 2006 war Klinsmann, gemeinsam mit der Nationalmannschaft, von Bundespräsident Horst Köhler mit dem Silbernen Lorbeerblatt ausgezeichnet worden. Auch hierbei hatte er nicht an der Verleihung teilgenommen, um die Aufmerksamkeit nicht auf sich zu lenken.
Nach der Weltmeisterschaft wurde Klinsmann als künftiger Fußball-Nationaltrainer der Vereinigten Staaten gehandelt. Er führte bereits wenige Wochen nach dem Turnier Gespräche mit dem US-amerikanischen Fußballverband. Am 7. Dezember 2006 zog sich Klinsmann endgültig aus den Verhandlungen zurück, nachdem keine Übereinkunft erzielt worden war. Anfang 2007 gab es Gerüchte, dass er José Mourinho beim englischen Verein FC Chelsea ablösen könnte. Kurz nachdem Chelsea-Geschäftsführer Peter Kenyon jedoch bekannt gegeben hatte, dass man Mourinho nicht entlassen werde, unterschrieb Klinsmann einen Zwei-Jahres-Vertrag als TV-Kommentator beim Bezahlsender Arena. Jedoch kam dieser aufgrund der Auflösung Arenas nicht zustande.

### FC Bayern München

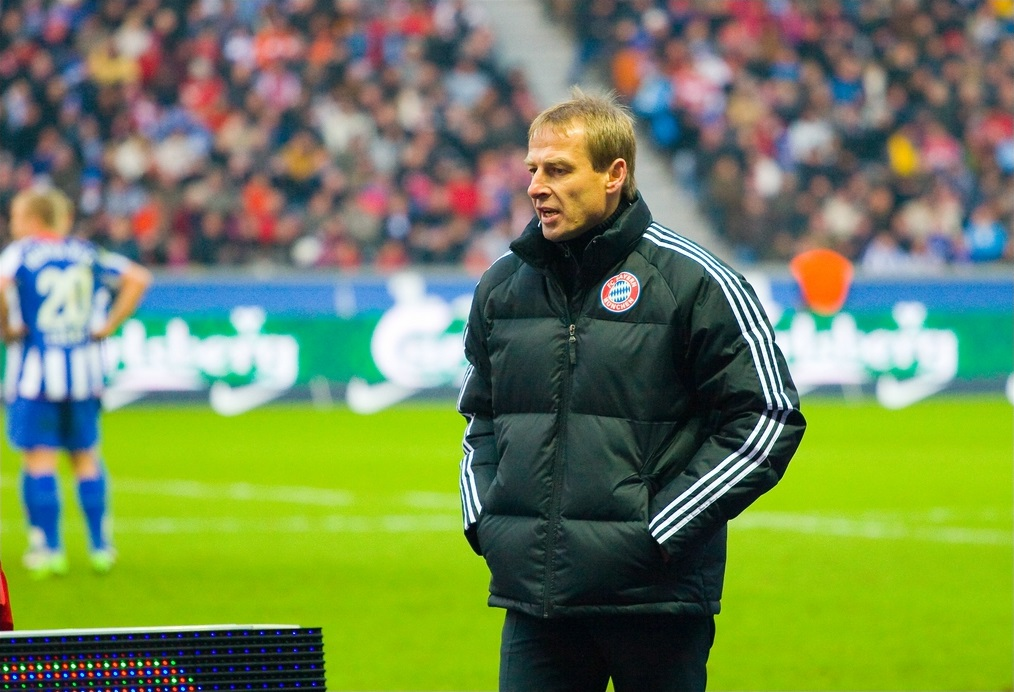
Klinsmann als Cheftrainer des FC Bayern München (2009)

Im Januar 2008 wurde Klinsmann als Nachfolger des scheidenden Ottmar Hitzfeld als neuer Trainer des FC Bayern München zur Saison 2008/09 vorgestellt. Nach Beginn seiner Tätigkeit leitete er beim FC Bayern, insbesondere im Spielertrakt auf dem Vereinsgelände, umfangreiche Veränderungen ein. Nach sportlich durchwachsenem Saisonstart – im Oktober lag der FC Bayern zeitweise nur auf dem elften Platz der Tabelle – stabilisierten sich die Leistungen der Mannschaft und man beendete die Hinrunde punktgleich mit dem Emporkömmling TSG Hoffenheim auf dem zweiten Tabellenplatz. In der Rückrunde fand sich das Team jedoch oftmals auf einem Tabellenplatz wieder, der nicht für die Champions-League-Qualifikation ausgereicht hätte und auch die laufende Champions-League-Saison verlief mit dem deutlichen Aus im Viertelfinale gegen den FC Barcelona eher ernüchternd. Nach einer 0:1-Heimniederlage gegen den FC Schalke 04 sah die Vereinsführung Ende April die erneute Champions-League-Qualifikation in Gefahr, sah zudem „psychologische Barrieren der Mannschaft“ und verkündete die Trennung von Klinsmann. Interimsweise sprang bis zum Saisonende der erfahrene, eigentlich bereits im Ruhestand befindliche Jupp Heynckes ein, der mit Platz zwei hinter dem Überraschungsmeister VfL Wolfsburg die direkte Champions-League-Qualifikation sichern konnte.

### Nationaltrainer der Vereinigten Staaten

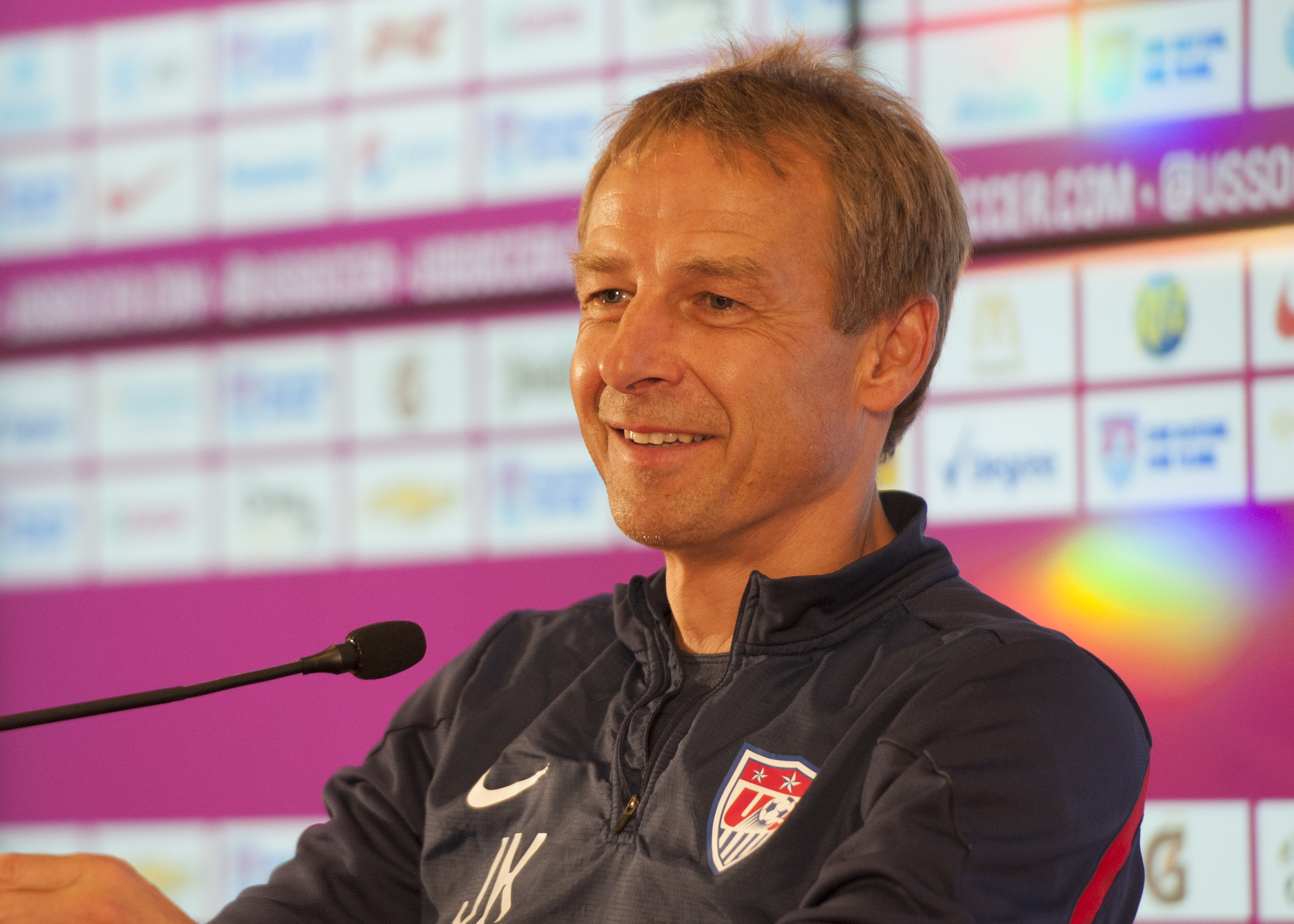
Klinsmann als US-Nationaltrainer (2014)

Am 29. Juli 2011 wurde Klinsmann neuer Trainer der Nationalmannschaft der USA. Er trat die Nachfolge von Bob Bradley an, von dem sich der Verband am Vortag getrennt hatte. Sein erstes Länderspiel als US-Trainer fand am 10. August 2011 gegen Mexiko statt und endete 1:1. Im November 2011 brachte er in einem Interview zum Ausdruck, dass die US-amerikanische Nationalelf sich an der Spielweise der europäischen Topnationen orientieren wolle, um diese „dann irgendwann auch zu schlagen“. Für dieses Ziel berief er „Militärkinder“, die als Söhne von US-Soldaten in europäischen Ländern die fußballerische Ausbildung durchlaufen hatten. So berief er die in Deutschland aufgewachsenen Timothy Chandler, Fabian Johnson, Jermaine Jones, Daniel Williams, Terrence Boyd und Julian Green. Des Weiteren berief er in seinen ersten drei Jahren als Nationaltrainer den gebürtigen Norweger Mikkel Diskerud, dessen Mutter aus den USA stammt, und den Isländer Aron Jóhannsson, der während eines Studienaufenthaltes seiner Eltern in den USA zur Welt kam. Am 29. Februar 2012 erreichte Klinsmann bei einem Freundschaftsspiel in Genua den ersten Sieg einer US-Elf gegen Italien. Am 28. Juli 2013 gewann die von ihm betreute US-Nationalmannschaft den CONCACAF Gold Cup, wobei Klinsmann das Finale in Chicago von der Tribüne verfolgte, da er im Halbfinale einen Platzverweis erhalten hatte.
Im Dezember 2013 wurde seine Vertragslaufzeit bis 2018 verlängert; außerdem war er seitdem auch technischer Direktor des Verbandes. Die US-Amerikaner hatten sich zu diesem Zeitpunkt als Gruppensieger der CONCACAF-Qualifikation für die WM 2014 in Brasilien qualifiziert, bei der die Mannschaft am 26. Juni 2014 im letzten Gruppenspiel auf Deutschland traf. Sie verlor das Spiel mit 0:1, kam aufgrund der besseren Tordifferenz gegenüber Portugal dennoch weiter. Im Achtelfinale schied sie gegen Belgien mit 1:2 n. V. aus.
Im Juni 2015 gewann Klinsmann mit der Nationalmannschaft nach einem 0:1- und 1:3-Rückstand mit 4:3 ein Testspiel in Amsterdam gegen die Niederlande und mit 2:1 ein folgendes Testspiel in Köln gegen Deutschland. Beim folgenden CONCACAF Gold Cup 2015 im eigenen Land kam die US-Mannschaft jedoch nicht über den vierten Platz hinaus. Im September 2015 verlor Klinsmann mit der Nationalmannschaft das Entscheidungsspiel um die Teilnahme am FIFA-Konföderationen-Pokal 2017 mit 2:3 n. V. gegen Mexiko.
2016 nahm die Mannschaft an der Copa América Centenario in den USA teil, bei der man im Halbfinale gegen Argentinien mit 0:4 verlor. Am 21. November 2016 wurde Klinsmann beurlaubt, nachdem durch Niederlagen gegen Mexiko (1:2) und Costa Rica (0:4) der Auftakt in die entscheidende WM-Qualifikationsrunde misslungen war. Insgesamt coachte er die US-Auswahl in 98 Partien.

### Aufsichtsrat und Cheftrainer bei Hertha BSC
Am 8. November 2019 wurde Klinsmann durch Investor Lars Windhorst in den Aufsichtsrat der Profi-KGaA von Hertha BSC berufen. Am 27. November 2019 wurde er als Cheftrainer der Bundesligamannschaft vorgestellt. Diese befand sich zu diesem Zeitpunkt, am 12. Spieltag der Saison, mit 11 Punkten auf dem 15. Platz. Er löste damit den bisherigen Trainer Ante Čović ab. Sein Aufsichtsratsmandat ruhte für diesen Zeitraum. Vorgesehen war, dass Klinsmann mindestens bis zum Ende der Saison 2019/20 diese Funktion ausüben werde.
Am 11. Februar 2020 kündigte Klinsmann auf Facebook seinen sofortigen Rücktritt als Cheftrainer an, da er das Vertrauen der handelnden Personen von Hertha BSC vermisse. Jedoch wolle er wieder in den Aufsichtsrat zurückkehren. Zu diesem Zeitpunkt stand Hertha nach Rekordinvestitionen von 77 Millionen Euro allein im Januar 2020 mit 23 Punkten auf dem 14. Platz, wobei der Vorsprung auf den Relegationsplatz sechs Punkte betrug. Interimistischer Nachfolger als Cheftrainer wurde Klinsmanns bisheriger Assistent Alexander Nouri. In einem Interview mit der Bild erklärte Klinsmann am selben Tag, dass er mit den Klub-Verantwortlichen über eine „mittelfristige Zusammenarbeit und über Kompetenzen“ diskutiert habe. Er habe die Erwartung gehabt, dass der Cheftrainer eines Vereines die gesamte sportliche Verantwortung tragen sollte, ähnlich wie in England. Diese Konstellation sei in Deutschland jedoch so nicht möglich, durch Einbeziehung von Sportvorständen und Direktoren in sportliche und wirtschaftliche Entscheidungen; darin würde er sich nicht wiederfinden. Klinsmann soll zudem gefordert haben, sein Gehalt zu erhöhen. Ein Hertha-Funktionär bezeichnete Klinsmanns Gehaltsvorstellungen im Tagesspiegel später als „völlig irre“. Nachdem Klinsmanns Rücktritt in den Medien bekanntgegeben worden war, bezeichnete Investor Lars Windhorst auf einer Pressekonferenz die Art und Weise von Klinsmanns Abgang als „unakzeptabel“ und kündigte an, ihn nicht erneut in den Aufsichtsrat berufen zu wollen.
Ende Februar 2020 wurden von der Zeitschrift Sport Bild schriftliche Aufzeichnungen veröffentlicht, die Klinsmann angeblich in seiner Zeit als Cheftrainer und Funktionär verfasst haben soll. Darin äußert Klinsmann persönliche und kritische Ansichten über Vereinsführung, Funktionsbereiche und Spieler von Hertha BSC, wobei hauptsächlich die verantwortlichen Personen der Geschäftsführung des Vereins in ein schlechtes Licht gestellt werden. Die Vereinsführung wies daraufhin in einer Pressekonferenz die in den Notizen geäußerten Beschreibungen zurück.
Nach einer enttäuschenden ersten Hälfte der Saison 2020/21 entließ Hertha BSC im Januar 2021 den aktuellen Trainer Bruno Labbadia und Manager Michael Preetz. In diesem Zusammenhang wurden Klinsmanns kritische Einschätzungen in den Medien und durch den Investor Lars Windhorst neu bewertet, mit dem Ergebnis, dass er mit einer Vielzahl der Einschätzungen im Bereich des Managements, der Kaderzusammenstellung und auch Unternehmenskultur richtig gelegen habe. Wörtlich sagte Windhorst: „Rückblickend stellen inzwischen ja viele fest, dass viele Impulse und Analysen von Jürgen Klinsmann so falsch nicht waren.“

### Nationaltrainer von Südkorea
Anfang März 2023 trat Klinsmann die Nachfolge von Paulo Bento als Nationaltrainer von Südkorea an. Er erhielt einen Vertrag bis zum Ende der Fußball-Weltmeisterschaft 2026. Nach dem Ausscheiden der Mannschaft im Halbfinale des Asien Cup 2024 gegen Jordanien wurde Klinsmann im Februar 2024 entlassen.

## Verhältnis zu den Medien
Klinsmann wird eine Abneigung gegen die Bild-Zeitung nachgesagt. So folgte Klinsmann Berti Vogts darin, dass er der Zeitung die Spielaufstellung nicht exklusiv bereits einen Tag vor Spielbeginn übermittelte. Viele Journalisten meinen, dass diese Haltung auf Gegenseitigkeit beruhe, da die Bild mit Antipathie über Klinsmann berichtete. In einem Interview mit dem Stern erklärte Klinsmann, die Bild-Zeitung habe schon Ende der 1980er Jahre behauptet, er sei homosexuell. Seitdem sei das Verhältnis „sehr angespannt“. 1996 wiederholte die Zeitung diese Behauptung. Klinsmann ging dagegen gerichtlich vor und erhielt Recht.
Während die Bild im März 2006 noch „Klinsmanns Unverschämtheit“ titelte, wandelte sich zum Ende der WM 2006 mit dem Erfolg der deutschen Nationalmannschaft und der Begeisterung in der Bevölkerung die Berichterstattung durch das Boulevardblatt deutlich. Klinsmann wurde nun sehr positiv dargestellt und am 6. Juli 2006 hieß es auf der Titelseite: „Klinsi – Deutschland wünscht sich, dass er bleibt“.
Eine Unterlassungsklage gegen die taz aufgrund einer satirischen Abbildung am 11. April 2009 scheiterte beim Landgericht München. Die Zeitung hatte ihn in einer Karikatur in Anlehnung einer Monty-Python-Parodie mit dem Text „Always Look on the Bright Side of Life“ an einem Kreuz genagelt dargestellt. Klinsmann ging daraufhin nach einer erfolglosen Beschwerde vor das Oberlandesgericht München. Dort wurde sein Antrag auf Erlass einer Einstweiligen Verfügung erneut abgewiesen.

## Privatleben und weitere Tätigkeiten

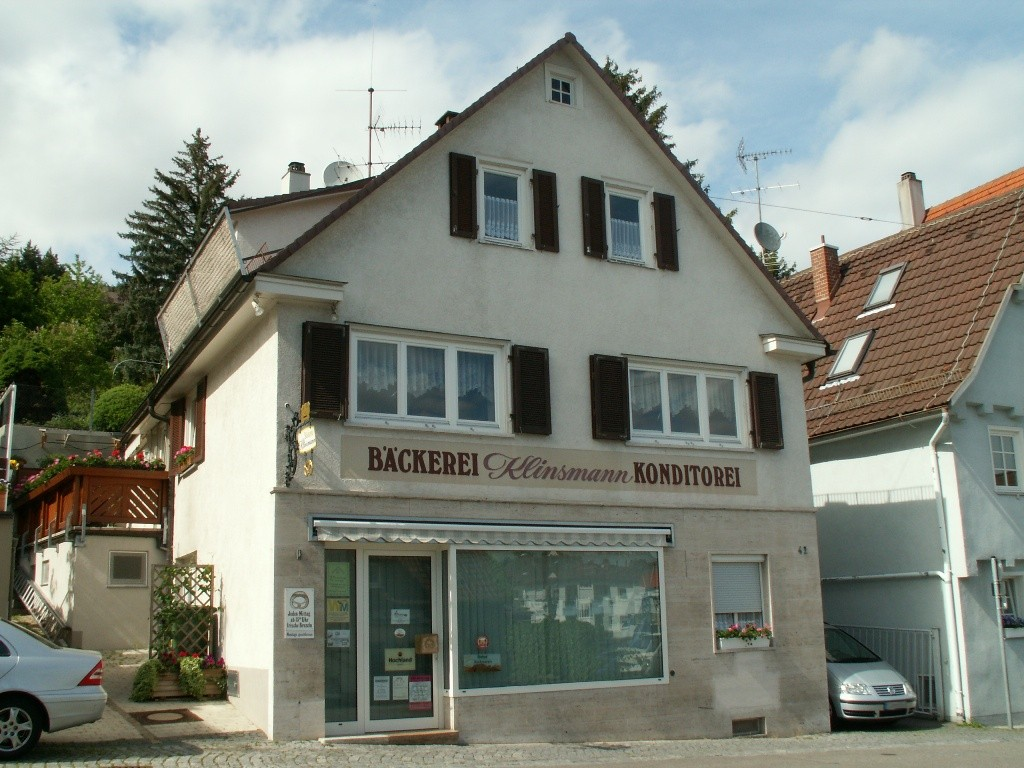
Ehemalige Bäckerei Klinsmann in Botnang (2020 geschlossen)

Klinsmann schloss seine schulische Ausbildung nach dem Wechsel von der Geschwister-Scholl-Realschule in Süßen auf der Schloss-Realschule in Stuttgart mit der mittleren Reife ab. Neben seiner beginnenden Fußballkarriere absolvierte er eine Lehre in der elterlichen Bäckerei im Stuttgarter Stadtbezirk Botnang.
1995 heiratete er die Sinoamerikanerin Debbie Chin, ein Model aus San José, und lebt seit 1998 mit ihr in einer Villa am Strand von Huntington Beach bei Los Angeles im US-Bundesstaat Kalifornien. Das Paar hat einen Sohn und eine Tochter. Sohn Jonathan stand als Fußballtorwart u. a. bei Hertha BSC und beim Schweizer Erstligisten FC St. Gallen unter Vertrag und spielt seit Sommer 2020 bei LA Galaxy.
Bis zum Antritt seiner Position als Bundestrainer arbeitete Klinsmann als Manager seines Sportmanagementunternehmens. Zuvor war er als Co-Trainer des MLS-Franchise LA Galaxy tätig gewesen. Im November 2010 verpflichtete der FC Toronto Klinsmann mit dessen Sportmarketingfirma SoccerSolutions als Berater für den Klub.
Klinsmann gehört dem Präsidium der Stiftung Jugendfußball an. Außerdem engagiert sich Klinsmann für das von ihm gegründete Hilfswerk Agapedia zur Unterstützung hilfsbedürftiger Kinder, die im November 2014 von der Stiftung Warentest im Rahmen einer Untersuchung zu Spendenorganisationen getestet wurde. Ebenso engagiert er sich in der Gedenk- und Versöhnungsarbeit zur NS-Herrschaft, auch hier vor allem mit gefährdeten Jugendlichen. Er ist Mitglied im Beirat des 1993 gegründeten Vereins Für die Zukunft lernen – Verein zur Erhaltung der Kinderbaracke Auschwitz-Birkenau e. V. und hat in diesem Zusammenhang seit 1997 mehrmals die Schirmherrschaft für internationale Jugendbegegnungsveranstaltungen übernommen.
Seit Mai 2001 ist Klinsmann Vice President der Sport-Consulting-Agentur SoccerSolutions in den Vereinigten Staaten. Nach seiner Tätigkeit für den DFB als Fußballnationaltrainer widmete er sich wieder seiner Firma in seinem Hauptbereich Business Development.
Von März 2019 bis Ende Februar 2020 war Klinsmann TV-Experte bei den Fußball-Übertragungen von RTL. Im Jahr 2022 beobachtete Klinsmann als Mitglied Technical Study Group der FIFA, einer Forschungsgruppe unter der Leitung von Arsène Wenger, die Spiele der Weltmeisterschaft 2022, um unter Hinzuziehung von Statistiken, Benchmarks und Rechenmodellen Erkenntnisse über den Fußball zu gewinnen.

## Trivia
- Klinsmann machte bei der Fußball-Europameisterschaft 1988 die Rückennummer „18“ zu seinem Markenzeichen.
- Bei seinem als Tor des Monats ausgezeichneten Fallrückziehertor am 14. November 1987 gegen Bayern München trug er die Rückennummer „3“, da der Trainer Arie Haan von Astrologie angetan war und er glaubte, dass der Tausch der Rückennummern zwischen Stürmern und Abwehrspielern Glück bringen sollte – letztlich gewann der VfB Stuttgart das Spiel mit 3:0[71]
- Er war insgesamt siebenmal Torschütze des Monats, nur Lukas Podolski wurde öfter gewählt.
- Während seiner ersten Verpflichtung bei Tottenham Hotspur erhielt er von den englischen Fans die abfälligen Spitznamen Submarine Commander („U-Boot-Kommandant“) und Diver („Taucher“) wegen seiner von ihnen als theatralisch empfundenen Art, nach Fouls zu fallen. Kurze Zeit später erfand er den Diver als neue Art des Torjubels (der Spieler nimmt Anlauf und lässt sich flach auf den Bauch fallen, um Kopf voraus über den Rasen zu gleiten). In England wird dies als Doing a Klinsmann (Dive) bezeichnet; musikalisch wurde dies von Free Style Feat. Jack'n Jill in The Diver (Klinsmann Song) verarbeitet.[72]
- Ebenfalls zu seiner Zeit bei Tottenham Hotspur entwickelte sich unter den Hotspur-Fans (die sich selbst häufig als Juden bezeichnen) ein Fangesang zu der Melodie von „Chim Chim Cher-ee“ (aus Mary Poppins): „Chim-chiminee, Chim-chiminee, Chim-chim-churoo/Jürgen was a German, but now he’s a Jew“
- Während seiner Zeit bei Bayern München bekam er den Spitznamen Flipper, weil ihm bei der Ballannahme die Bälle des Öfteren unkontrolliert wegsprangen.
- Ebenfalls in seiner Zeit beim FC Bayern München unter Giovanni Trapattoni wurde Klinsmann am 10. Mai 1997 beim Spiel gegen den damaligen Tabellenletzten SC Freiburg (0:0) nach 80 Minuten für den Vertragsamateur Carsten Lakies ausgewechselt. Er beschimpfte Trapattoni lauthals mit vai a cagare („geh kacken“) und trat erregt auf eine Werbetonne der Firma Sanyo ein. Diese Szene sorgte bundesweit für Aufmerksamkeit, auch für Sanyo. Bei seinem Abschiedsspiel parodierte Klinsmann diese Szene, indem er das Abschiedsfeuerwerk mit einem sanften Tritt gegen eine Sanyo-Tonne auslöste. Dieses Abschiedsspiel fand am 24. Mai 1999 im Stuttgarter Gottlieb-Daimler-Stadion statt. Dort spielte eine VfB-Auswahl gegen eine Weltauswahl (der DFB wollte Klinsmann ein solches Abschiedsspiel nicht zugestehen). Als prominenter Gast war u. a. Bryan Adams vor Ort. Der Erlös des Spiels kam wohltätigen Organisationen zu.[73]
- In Italien ist er unter dem Spitznamen La Pantegana bionda („Die blonde Ratte“) bekannt, was als Anspielung auf seine angeblich große Nase gemeint ist. Die Bezeichnung stammt von dem in Italien bekannten Trio von Fernsehmoderatoren Gialappa’s Band, das in ihrer Sonntagabendsendung Mai dire Gol mit Zusammenfassungen des Fußball-Spieltags den Satz Ma che bella settimana per la bionda pantegana („Was für eine schöne Woche für die blonde Ratte“) prägte.
- Bei der Fußball-WM 2002 in Japan und Südkorea war Klinsmann Fußballexperte des ZDF und bei der WM 2010 in Südafrika Experte und Co-Kommentator bei RTL.
- Seit 2004 ist Klinsmann Mitglied bei Hertha BSC. Seine Mitgliedsnummer ist die 18, seine einstige Trikotnummer.[74]
- Im Juni 2006 wurde in Klinsmanns Heimatstadt Geislingen an der Steige eine Straße nach ihm benannt.[75] Der Jürgen-Klinsmann-Weg verläuft am Stadion des SC Geislingen, bei dem Klinsmann seine Fußballkarriere begonnen hatte. Der Geislinger Gemeinderat wurde durch eine Aktion des Radiosenders bigFM auf die Idee gebracht. Per Eilverfahren wurde dem Antrag zugestimmt. Nachdem das Schild, das Oberbürgermeister Wolfgang Amann zusammen mit dem „bigFM-Morgenhans“ angeschraubt hatte, gestohlen wurde, ist ein neues Schild diebstahlsicher angebracht worden.
- Nach dem offiziellen Ende seiner aktiven Fußballer-Karriere erzielte Jürgen Klinsmann im Alter von 39 Jahren unter dem Pseudonym Jay Goppingen in acht Spielen fünf Tore für Orange County Blue Star. Damaliger Trainer war Nick Theslof, der in der Saison 2008/09 unter Klinsmann zweiter Co-Trainer hinter Martin Vasquez beim FC Bayern München war.[76]
- 2006 warb die Berliner SPD im Wahlkampf 2006 mit Wahlkampfplakaten, auf denen eine Person abgebildet war, die nach Ansicht des Beraters des damaligen Bundestrainers Klinsmann diesem zum Verwechseln ähnlich sah.[77] Klinsmann, der wiederholt seine Nähe zur SPD bekundet hatte,[78] und die Kanzlerkandidatur von Gerhard Schröder 2002 unterstützte,[79] drohte der Berliner SPD mit einer Klage, sollten die Plakate nicht entfernt werden; eine, wenn auch ungewollte, politische Einflussnahme schien mit dem Amt als Bundestrainer nicht vereinbar. Die Plakate, auf denen der Berliner Student Daniel Kind zu sehen war, wurden daraufhin zurückgezogen.
- Klinsmann ist im Besitz einer Fluglizenz als Hubschrauberpilot und nutzt diese aktiv.[80]
- Klinsmann ist neben Morten Olsen und Didier Deschamps der einzige Mann, der bei mehr als 100 A-Länderspielen sowohl als Spieler als auch als Trainer aktiv war. Bei den Frauen schafften dies Silvia Neid, Pia Sundhage und Martina Voss-Tecklenburg.

## Erfolge

### Als Spieler

#### Nationalmannschaft
- Weltmeister 1990
- Europameister 1996
- Vize-Europameister 1992
- Olympische Bronzemedaille 1988
- U.S. Cup 1993

#### Vereinsmannschaften
- UEFA-Pokal-Sieger 1991, 1996
- UEFA-Pokal-Finalist 1989
- Deutscher Meister 1997
- DFB-Pokal-Finalist 1986
- Italienischer Fußball-Supercupsieger 1989

#### Auszeichnungen und Rekorde
- Torschützenkönig
  - Welttorjäger: 1995
  - Bundesliga: 1988 (als erster Spieler mit weniger als 20 Toren)
  - U.S. Cup: 1993
  - UEFA-Pokal: 1996 mit 15 Treffern (Rekordwert bis 2011)
- Deutschlands Fußballer des Jahres 1988 und 1994
- Englands Fußballer des Jahres 1995 (Journalisten-Wahl)
- PFA Team of the Year 1994/95
- Ehrenspielführer der deutschen Fußballnationalmannschaft (2016)
- Schütze des Tor des Monats:[81] November 1986, November 1987, Februar 1991, Juni 1994, Juli 1994, März 1996, Mai 1999
- Schütze des Tor des Jahres 1987[81]
- Einstufung als Weltklasse in der Rangliste des deutschen Fußballs: Winter 1988/89, Sommer 1993, Sommer 1994, Winter 1994/95, Sommer 1995, Winter 1995/96, Sommer 1996

### Als Trainer
- CONCACAF Gold Cup: 2013
- Dritter Platz beim Confederations Cup 2005
- Dritter Platz bei der WM 2006
- Trainer des Jahres 2006
- Nominierung zur Wahl des FIFA-Welttrainers des Jahres: 2014[82]